# سیانو (کومونه)
سیانو (به ایتالیایی: Siano) یک کومونه در ایتالیا است که در استان سالرنو واقع شده‌است.

## خصوصیات
سیانو ۸٫۴۷ کیلومترمربع مساحت و ۱۰٬۳۵۴ نفر جمعیت دارد و ۱۲۶ متر بالاتر از سطح دریا واقع شده‌است.